# Kretong
Kretong (ibland stavat kretonn) är ett kraftigt ofta grovt linne- eller bomullstyg i tuskaft med tryckt mönster, som främst används som gardintyg eller möbelklädsel.
Kretong användes från början endast om en viss sorts tryckta tyger från trakten av Lisieux i Normandie, som tillverkades i slutet av 1800-talet och var tjocka och icke appreterade. Senare har allehanda tyger från olika trakter, appreterade eller inte, kallats kretong. Även en hel del äldre tygtryck från tiden före 1800-talets slut och kopior av dessa har gått under benämningen kretong.

## Etymologi
Kretong är en försvenskning av franska cretonne, som kan härledas till en by Creton i Normandie i Frankrike, som är ursprungsort till detta slags tyg.